# Гауэрс, Тимоти
Уильям Тимоти Гауэрс (William Timothy Gowers; род. 20 ноября 1963, Уилтшир) — британский математик. Доктор (1990), трудится в Кембриджском университете, член Лондонского королевского общества, иностранный член Американского философского общества (2010). 
В 1998 получил Филдсовскую премию за исследования, связавшие такие области математики, как функциональный анализ и комбинаторику.

## Биография
Учился в Кембриджском университете, в 1990 году получил докторскую степень (научный руководитель — Бела Боллобаш).
С 1991 по 1995 год трудился на факультете математики Университетского колледжа Лондона.
Награды и отличия
- Премия Уайтхеда (1995)
- Премия Европейского математического общества (1996)
- Филдсовская премия (1998) — за исследования по функциональному анализу и комбинаторике
- Медаль Стефана Банаха (2011)
- Эйлеровская лекция (2011)
- Медаль де Моргана (2016)
- Медаль Сильвестра (2016)

### Научный вклад
В аддитивной комбинаторике:
- дал принципиально новое доказательство теоремы Семереди. Доказательство было обобщением исторически первого аналитического доказательство теоремы Рота (канонического частного случая теоремы Семереди). Для этого использовалось новое понятие, названное позже нормой Гауэрса, которое обобщает коэффициенты Фурье в конечных полях;
- построил контрпример, определяющий границы улучшения оценок в лемме регулярности Семереди[4].

## Публикации
- Gowers, W.T.; Maurey, Bernard. The unconditional basic sequence problem (неопр.) // Arxiv.org. — 1992. — 6 May.
- Gowers, W.T. A new proof of Szemerédi's theorem (неопр.) // Geom. Funct. Anal. 11, 465–488. — 2001.
- Gowers, W.T. Hypergraph regularity and the multidimensional Szemerédi theorem (англ.) // Ann. Of Math. 166, 897–946 : journal. — 2007.
- Gowers, Timothy. Mathematics: A Very Short Introduction (неопр.). — Oxford Paperbacks, 2002. — ISBN 978-0192853615.
- The Princeton Companion to Mathematics (неопр.) / Gowers, Timothy. — Princeton University Press, 2008. — ISBN 978-0691118802.